# Метагеномика

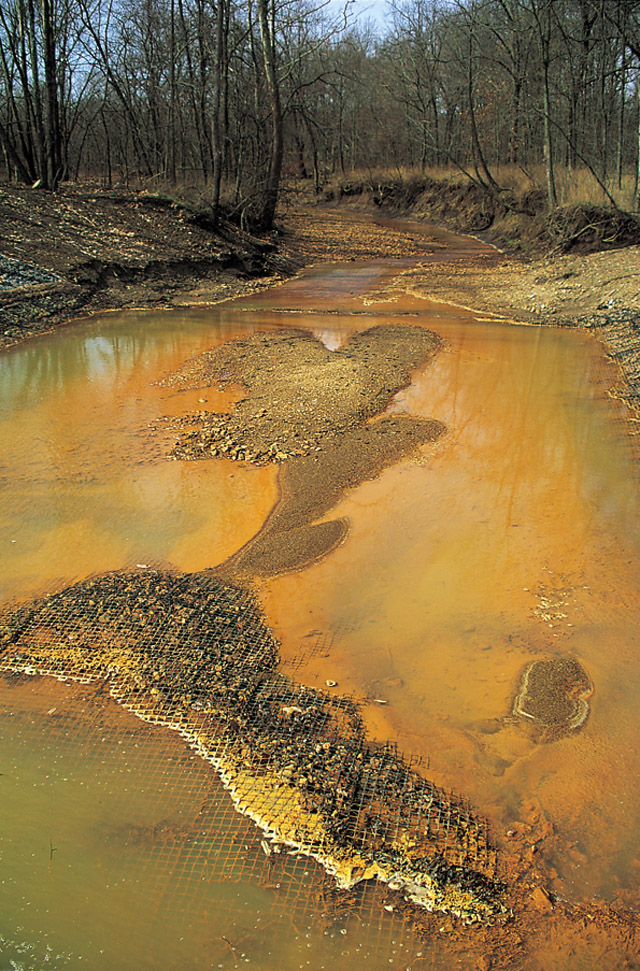
Метагеномика позволяет изучать сообщества микроорганизмов, например, в струях кислой воды, использующихся в горной добыче

Метагено́мика — раздел молекулярной генетики, в котором изучается генетический материал, полученный из образцов окружающей среды. Метагеномика изучает набор генов всех микроорганизмов, находящихся в образце среды, — метагеном. Метагеномный анализ позволяет определить видовое разнообразие исследуемого образца без необходимости выделения и культивирования микроорганизмов.
Основным преимуществом использования метагеномного подхода является учёт не только культивируемых микроорганизмов, но и некультивируемых. Оказалось, что такие организмы вносят основной вклад в видовое разнообразие сообществ. Метагеномика позволяет детально изучить разнообразие сообществ, а значит и выяснить механизмы их функционирования, определить метаболические взаимосвязи.
Широкое развитие метагеномики обусловлено распространением методов секвенирования нового поколения. Они позволяют получить последовательности практически всех генов каждого микроорганизма сообщества. Так как цена на секвенирование ДНК падает с каждым днём, такой анализ становится всё более доступным.

## Этимология
Термин «метагеномика» (англ. metagenomics) впервые был употреблён Джо Хандельсман, Джоном Кларди, Робертом Гудманом, Шоном Брэди и другими в своей публикации 1998 года. Термин «метагеном» возник из идеи, что набор генов, собранных из окружающей среды, можно анализировать подобно тому, как анализируют цельные геномы. Кевин Чен и Лайор Пэтчер (исследователи из Университета Калифорнии, Беркли) определили метагеномику как «применение современных методов геномики без необходимости изолирования и лабораторного культивирования отдельных видов».

## История
Долгое время при секвенировании геномов микроорганизмов в качестве источников ДНК использовались, как правило, культуры одинаковых клеток. Однако ранние исследования, посвящённые метагеномике, показали, что во многих средах обитания присутствуют большие группы микроорганизмов, которые нельзя вырастить в лабораторной культуре и, следовательно, секвенировать их геномы. В этих ранних работах изучались последовательности 16S рРНК, которые довольно коротки, часто консервативны в пределах одного вида и, как правило, различаются от вида к виду. Многие последовательности 16S рРНК, найденные в разных средах обитания, нельзя было отнести ни к одному из культивируемых видов, что свидетельствует о существовании множества неизолированных микроорганизмов. Эти исследования показали, что всего лишь 1 % видов, обнаруживаемых в образце из окружающей среды, принадлежат к числу культивируемых.
Начало молекулярным исследованиям в этом сфере положил Норман Пейс и коллеги, которые использовали ПЦР для изучения разнообразия последовательностей рРНК. Благодаря этим исследованиям Пейс выдвинул идею клонирования ДНК непосредственно из образцов из окружающей среды в 1985 году. В 1991 году Пейс и коллеги опубликовали первое сообщение об изоляции и клонировании ДНК из образца из окружающей среды. Хотя существующая методология тогда позволяла работать только с очень консервативными, не белок-кодирующими генами, она позволила подтвердить результаты морфологических микробиологических исследований, говорящих о большем видовом разнообразии микроорганизмов, чем позволяли установить методы лабораторного культивирования. В 1995 году Хили сообщил о метагеномной изоляции функциональных генов из сложной лабораторной культуры микроорганизмов из окружающей среды, выращенной на сухой траве. Эдвард ДеЛонг, покинувший лабораторию Пейса, своими работами заложил основы построения филогений микроорганизмов из окружающей среды на основании 16S рРНК. Его же группа начала сборку библиотеки генетического материала морских микроорганизмов.
В 2002 году Мия Брейтбард, Форест Роуэр и коллеги при помощи секвенирования образцов окружающей среды по методу дробовика показали, что 200 литров морской воды содержат более 5000 видов вирусов. Дальнейшие исследования показали, что в человеческих фекалиях находится более тысячи видов вирусов, а в килограмме морских донных отложений, возможно, обитает более миллиона видов вирусов, в том числе бактериофагов. Практически все эти вирусы были новыми видами. В 2004 году была полностью секвенирована ДНК из кислых вод рудников. Благодаря этому исследованию удалось получить полные или почти полные геномы видов бактерий и архей, которых до этого не удавалось культивировать в лаборатории.
В начале 2003 года Крейг Вентер, глава проекта, параллельного проекту «Геном человека», организовал экспедицию по сбору образцов океанской воды со всей Земли (англ. Global Ocean Sampling Expedition (GOS)). Все образцы были секвенированы по методу дробовика с целью идентифицировать геномы новых организмов. В Саргассовом море была определена ДНК 2000 различных видов, в том числе 148 новых видов бактерий.
В 2005 году Стефан Шустер и коллеги из университета штата Пенсильвания опубликовали первую последовательность из образца окружающей среды, полученную с помощью высокопроизводительного секвенирования, точнее, пиросеквенирования.
Несколько проектов метагеномики человека находятся на разных стадиях выполнения или уже завершены, в том числе анализ микрофлоры кожи и кишечника. Получение полной бактериальной картины организма требует затраты огромных усилий, что обусловлено огромным видовым разнообразием микроорганизмов.
В 2007—2008 годах был запущен глобальный проект, получившего название «Микробиом человека». В 2011 году были представлены некоторые результаты. С 2010 года масштабное исследование метагенома человека наметилось и в России. Консорциум ведущих Российских институтов в области гастроэнтерологии и молекулярной биологии в качестве инициативного проекта начал проводить первые эксперименты по широкомасштабному секвенированию образцов ДНК из кишечника человека.

## Секвенирование

### Секвенирование с использованием случайного фрагментирования

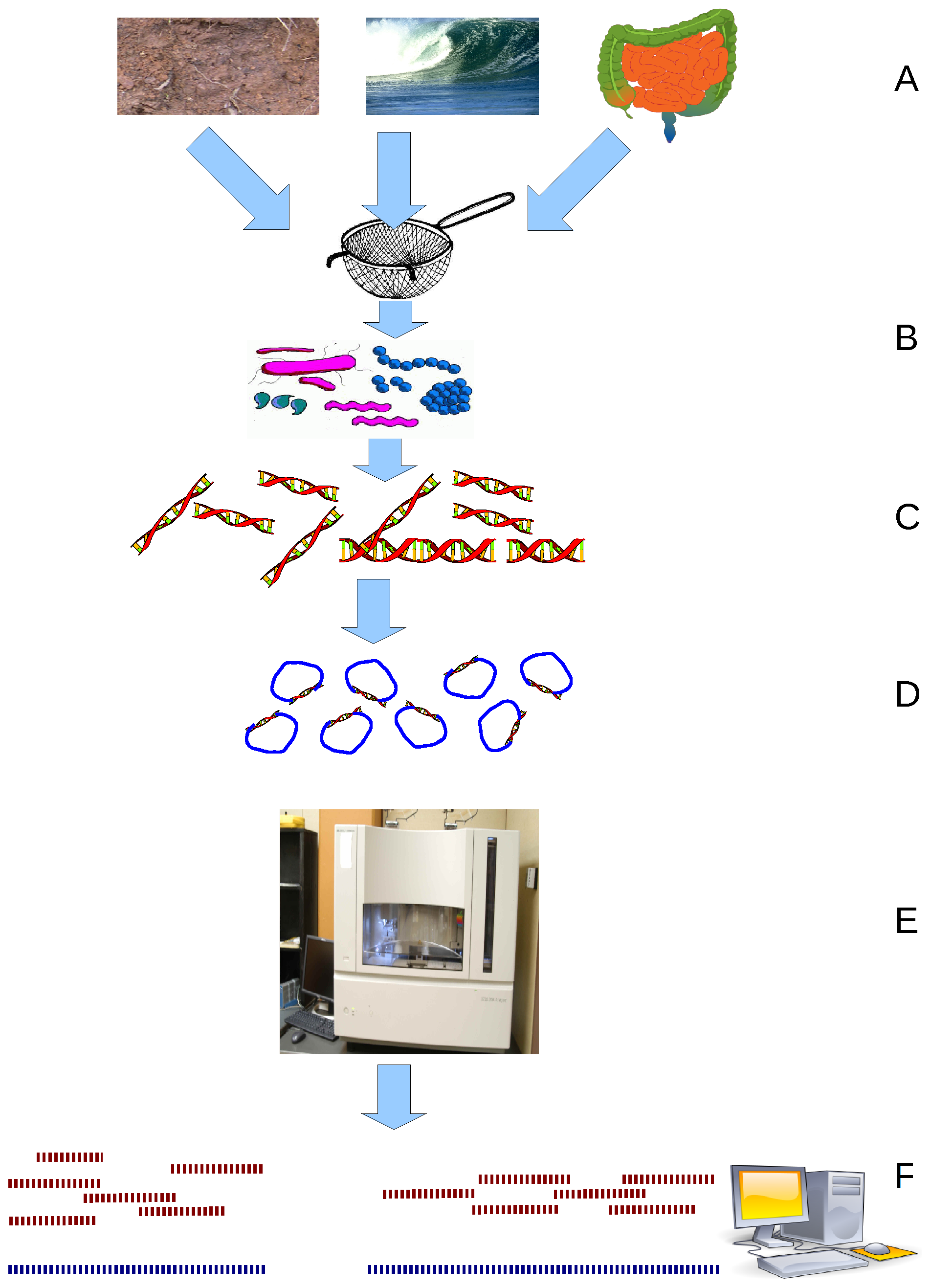
(A) Получение образца окружающей среды; (B) Разделение составляющих образца (например, по размеру); (С) Лизис клеток и выделение ДНК; (D) Клонирование и создание библиотеки клонов; (E) Секвенирование; (F) Сборка в контиги и скаффолды

Первый широко используемый метод секвенирования путём случайного фрагментирования — это метод дробовика. Он заключается в том, что ДНК, выделенная из образца, гидролизуется на случайные фрагменты. Затем методами молекулярного клонирования из полученных фрагментов создаётся библиотека клонов. Последовательности ДНК определяют методом секвенирования по Сэнгеру, а затем осуществляют сборку генома. Секвенирование позволяет получить информацию о генах, которые присутствуют в организмах, представленных в образце. Функциональное описание продуктов этих генов позволяет определить метаболические взаимосвязи в сообществе.
Наличие в методе стадии молекулярного клонирования делает его достаточно трудоёмким. Однако, на 2016 год секвенирование по Сенгеру уже не применяется для определения последовательностей геномов, вместо него используются методы секвенирования нового поколения, которые позволяют получить последовательности геномов организмов, находящихся в образце среды быстрее и без стадии молекулярного клонирования.
При таком анализе в наборе ДНК из образца будут преобладать последовательности, принадлежащие наиболее представленным организмам. Для того, чтобы обеспечить достаточное покрытие геномов малопредставленных организмов, возникает необходимость использования больших объёмов образца среды. С другой стороны, случайный характер методов секвенирования (случайное фрагментирование последовательности ДНК из образца) приводит к тому, что последовательности многих организмов, которые могли бы остаться незамеченными при использовании традиционных методов культивирования, будут доступны для анализа, по крайней мере, в виде некоторых небольших участков последовательности их геномной ДНК.

### Секвенирование эволюционно консервативных генов
Задача определения видового состава сообщества решается с помощью секвенирования определённых генов, которые должны быть у всех организмов в сообществе. Некоторые участки таких последовательностей геномной ДНК, как например ген, кодирующий 16S рРНК, состоят из высококонсервативных последовательностей и гипервариабельных участков. Эта особенность позволяет использовать праймеры для секвенирования, которые комплементарны консервативным участкам для получения последовательностей гипервариабельных участков. Полученные последовательности позволяют отнести организм к тому или иному виду.

## Биоинформатический анализ
Данные, полученные в результате метагеномного эксперимента, содержат огромное количество информации и шума, так как они представляют собой фрагменты последовательностей ДНК, принадлежащих тысячам и десяткам тысяч разных видов. Сбор, курирование и извлечение полезной биологической информации из наборов данных такого размера представляют собой сложные вычислительные задачи, которые могут быть решены с помощью биоинформатики.

### Предварительная обработка данных
Первый этап метагеномного анализа заключается в предварительной фильтрации данных. Он включает удаление избыточных и некачественных последовательностей. Для метагеномов, полученных из организмов животных, важно удаление последовательностей эукариотического происхождения. Удаление загрязнений эукариотической геномной ДНК производится с помощью алгоритмов Eu-Detect и DeConseq.

### Сборка последовательностей
По своей сути последовательности ДНК из геномных и метагеномных экспериментов одинаковые. Тем не менее, метагеномные эксперименты обеспечивают более низкое покрытие, а использование для анализа методов секвенирования нового поколения приводит к ограничению на длину секвенируемой последовательности. Также задача усложняется из-за разной представленности видов в сообществе. Эти особенности приводят к тому, что сборка участков генома из данных метагеномного эксперимента становится сложной задачей, она требует высоких вычислительных мощностей и может приводить к ошибочному результату. Например, могут получиться химерные последовательности, которые представляют собой комбинацию участков последовательностей ДНК разных организмов.
Существует несколько программ, которые производят сборку с учётом парно-концевых чтений, этот метод позволяет уменьшить число ошибок. Такие программы, как Phrap или Celera Assembler, изначально были созданы для сборки единичных геномов, однако они дают неплохие результаты при обработке метагеномных данных. Другие программы, например, Velvet assembler, используют графы де Брейна для того, чтобы справляться с короткими последовательностями (ридами), которые получаются в результате работы методов секвенирования нового поколения. Сборку геномов наиболее распространённых видов облегчает использование референсных геномов. После сборки возникает следующая проблема: необходимо определить, каким видам принадлежат полученные последовательности.

### Поиск кодирующих последовательностей
В метагеномном анализе для аннотации кодирующих последовательностей после сборки, используются два основных подхода. В основе первого метода лежит поиск гомологичных аннотированных генов обычно с помощью BLAST. Такой подход реализован в программе MEGAN4. Второй подход (ab initio) использует внутренние особенности последовательности для предсказания кодирующих областей, для его реализации используются обучающие выборки генов родственных организмов. Этот подход используют программы GeneMark и GLIMMER. Основное преимущество подхода ab initio состоит в том, что он может определить кодирующие последовательности, для которых неизвестны гомологи.

### Определение видового состава
В то время как аннотация метагенома указывает на то, какие функции реализуются в сообществе, определение видового состава позволяет определить, какие организмы ответственны за их выполнение. Процесс соотнесения определённых генов, а значит и функций, которые они могут выполнять, с определёнными видами организмов называется биннинг. Он реализуется с помощью метода BLAST через поиск похожих генов, для которых известно, какому организму они принадлежат. Этот подход реализован в программе MEGAN (MEta Genome ANalyzer). Также эта программа позволяет провести функциональную аннотацию метагенома. В процессе обработки последовательности ассоциируются с узлами таксономии NCBI и с узлами функциональных классификаций SEED или KEGG с помощью алгоритма наименьшего общего предка. Первая версия программы была использована в 2005 году для анализа метагеномного контекста последовательностей ДНК, полученных из кости мамонта.
Другая программа PhymmBL использует в этих целях интерполированные марковские модели. Методы MetaPhlAn и AMPHORA используют данные об уникальных генетических маркерах — последовательностях, характерных для какой-либо одной клады, для определения представленности таксономической группы в сообществе. Некоторые методы биннинга используют информацию внутренних свойствах последовательности, таких как частоты встречаемости олигонуклеотидов или использование кодонов.

### Интеграция данных
Анализ большого экспоненциально растущего количества доступных последовательностей ДНК является сложной задачей. Кроме того анализ затрудняют, сложные метаданные, связанные с метагеномными проектами. Они включают в себя информацию о географии исследуемого образца, особенностях окружающей среды, физические данные, а также методику отбора проб. Эта информация необходима для обеспечения воспроизводимости экспериментов и для дальнейшего анализа. Важно представление этой информации с использованием стандартизированных форматов данных и развитие специализированных баз данных, таких как Genomes OnLine Database (GOLD).
Для интеграции метаданных и данных о геномных последовательностях разработаны специальные сервисы. В 2007 году был создан доступный сервис для анализа данных метагеномных экспериментов Metagenomics Rapid Annotation с использованием Subsystem Technology server (MG-RAST). К 2012 году в эту базу данных было загружено около 50000 метагеномов.

### Сравнительная метагеномика
Сравнительный анализ метагеномов позволяет разобраться в особенностях функционирования микробиологических сообществ и, для симбиотических микроорганизмов, установить их роль в поддержании здоровья хозяина. Парные и множественные сравнения метагеномов выполняются с помощью выравнивания их фрагментов, сравнения GC-состава, паттернов использования олигонуклеотидов, видового разнообразия. Функциональное сравнение может быть сделано через сравнение фрагментов метагеномов с базами данных, содержащих информацию о метаболических путях. Для определения функции сообщества важную роль играет не определение видового состава, а именно функциональное описание всех генов, присутствующих в нём. Одинаковые функции обнаруживаются в сообществах, находящихся в сходных экологических условиях, хотя видовой состав таких сообществ может сильно отличаться. Именно поэтому метаданные, описывающие условия получения метагеномного образца, очень важны для сравнительно анализа.
Основная цель сравнительной метагеномики заключается в определении групп микроорганизмов, которые определяют характеристики конкретного участка окружающей среды. Эти характеристики являются результатом взаимодействий групп микроорганизмов. С этой целью была разработана программа Community-Analyzer. Она позволяет сравнить таксономический состав сообществ и выявить возможные взаимодействия между обнаруженными группами микроорганизмов. Вместо простого сравнения распространения таксономических групп программа учитывает вероятностные паттерны взаимодействий.

## Анализ данных
Основным методом при анализе метагеномного сообщества является картирование ридов на геномы известных бактерий или архей, аннотированных в GenBank. Таким образом, для того, чтобы понять какие микроорганизмы обитают в данной пробе и какие между ними возможны метаболические взаимосвязи, не нужно собирать последовательность заново.

### Метаболические взаимоотношения
Во многих бактериальных сообществах, как в природных, так и в искусственных (таких, как биореакторы), существует распределение обязанностей в процессах обмена веществ, так называемая синтрофия, в результате чего, продукты метаболизма одних микроорганизмов используются другими микроорганизмами. Например, в одной из таких систем — метантенках — представлены два синтрофических вида (Syntrophobacterales и Synergistia), в результате совместной работы которых использованное сырьё превращается в полностью метаболизируемый отход (метан). Изучая экспрессию генов с помощью ДНК-микрочипов или протеомным анализом, исследователи могут собрать вместе куски метаболической сети для объединения в метаболические кластеры.

### Метатранскриптом
Метагеномика позволяет исследователям получить доступ к функциональному и метаболическому разнообразию микробных сообществ, однако метагеномика не может показать, какие из этих метаболических процессов активны. Извлечение и анализ метагеномной матричной РНК (метатранскриптом) предоставляет информацию о регуляции профилей экспрессии генов сложных сообществ. Из-за технических трудностей (например, быстрая деградация молекул матричной РНК), исследований транскриптов некультивируемых микробных сообществ на сегодняшний день очень мало. Однако развитие технологий микрочипов дало импульс изучению метатранскриптомов, появилась возможность оценить экспрессию различных генов целого сообщества.

### Вирусы
Метагеномное секвенирование применяется при изучении вирусных сообществ. Поскольку вирусы не имеют общего универсального филогенетического маркера (как 16S РНК для бактерий и архей, и 18S РНК для эукариот), единственный способ доступа к изучению генетического разнообразия вирусного сообщества в экологической пробе возможен с помощью метагеномики. Вирусные метагеномы (также называемые виромами) должны, таким образом, обеспечить всё больше и больше информации о вирусном разнообразии и эволюции.

## Области применения метагеномики
Метагеномика имеет потенциал для изучения в самых разных областях применения. Метагеномику можно применять для решения практических проблем в таких областях как медицина, инженерия, сельское хозяйство и экология.

### Медицина
Микробные сообщества играют ключевую роль в поддержании здоровья человека, но их состав и механизмы функционирования до сих пор остаются неразрешёнными. Метагеномное секвинирование использовалось для описания микробных сообществ у сотен индивидуумов. Это часть так называемого проекта «Микробиом человека», главными целями которого является: определить базовый набор микробов человека, понять, как изменение микрофлоры человека коррелирует с изменением здоровья, а также разработать технологическую и биоинформатическую базу для достижения этих целей Основные центры, получившие финансирование на секвенирование геномов микроорганизмов кишечника, пригодных к культивированию в лабораторных условиях:
- Бэйлорский университет (г. Уэйко, Техас, США);
- Broad Institute (объединённый институт, в состав которого входят Массачусетский технологический институт, Гарвардский университет и институт Уайтхеда[англ.]);
- университет Вашингтона в Сент-Луисе, (штат Миссури).

Другое медицинское направление — проект MetaHit (метагеномика пищеварительного тракта человека), участие в котором принимало 124 индивидуума из Дании и Испании, среди них были здоровые люди, люди с избыточным весом и люди с болезнями пищеварительного тракта. Главной целью исследования была попытка охарактеризовать филогенетическое разнообразие желудочно-кишечных бактерий. Исследование показало, что две бактериальные клады: Bacteroidetes и Firmicutes, составляют более 90 % от всех известных филогенетических групп бактерий, которые доминируют в дистальном отделе кишечника. Используя относительную частоту генов, найденных в кишечнике, исследователи идентифицировали 1244 метагеномных кластеров, которые играют критическую роль для поддержания здорового состояния. Выделено две основные функции этих кластеров: поддержание экспрессии генов домашнего хозяйства и экспрессия генов, специфичных для желудочно-кишечного тракта. Кластер генов домашнего хозяйства необходим для всех бактерий и часто играет основную роль в метаболических путях, таких как центральный метаболизм углерода, синтез аминокислот. Кластер специфических генов включает способность к адгезии к белкам хозяина и способность питаться за счёт сахаров. У больных с раздражением толстой кишки на 25 % меньше таких генов, также показано более низкое содержание бактерий, в отличие от людей, у которых не было диагностировано никаких проблем с желудочно-кишечным трактом.
Несмотря на то, что эти исследования несут в себе потенциально ценное медицинское применение, всего 31 — 48,8 % последовательностей были выровнены на 194 известных генома кишечных бактерий и только 7,6 — 21,2 % ридов выровнены с последовательностями из GenBank, что указывает на необходимость дальнейшего развития исследований, для того чтобы полностью охватить все бактериальные геномы.
Стоимость секвенирования генома человека за последние три года[какие?] уменьшилась почти в 100 раз и продолжает быстро снижаться. Совершенствование NGS технологий секвенирования ДНК в ближайшем будущем приведёт к преодолению очередного ценового рубежа (1000 $ за геном) и вызовет кардинальные перемены во многих областях биологии и медицинской генетики, что в дальнейшем должно привести к персонализации медицины. Технологический бум в данной области молекулярной генетики позволяет предположить, что постепенно метагеномика заменит ПЦР-диагностику. В 2011 году в России также был объявлен грант на исследования в области метагеномики.

### Биотопливо
Биотопливо получается за счёт конверсии биомассы, например, при превращении целлюлозы, полученной из кукурузы и проса, в гидролизный спирт. Этот процесс зависит от микробных консорциумов, которые преобразуют целлюлозу в сахара, с последующим сбраживанием сахара в этанол. Микроорганизмы также производят различные источники биоэнергии, включая метан и водород.
Для эффективного промышленного получения из биомассы новых соединений требуются новые ферменты с более высокой производительностью и меньшими затратами на производстве. Метагеномные подходы к анализу сложных микробных сообществ позволяют проводить целевой скрининг ферментов промышленного применения в производстве биотоплива, таких как гликозил-гидролаз. Кроме того, знания о том, как микробные сообщества функционируют, необходимы для управления этими сообществами, а метагеномика является ключевым инструментом в их понимании. Метагеномные подходы позволяют проводить сравнительный анализ между конвергентными системами микроорганизмов.

### Биоремедиация
С помощью метагеномики можно улучшить стратегии для мониторинга воздействия загрязняющих веществ на экосистему, а также разработать новые методы очистки загрязнённых сред. Более глубокое понимание того, как микробные сообщества справляются с загрязняющими агентами даёт надежду на то, что этот процесс можно в будущем использовать для борьбы с техногенными загрязнениями.

### Биотехнология
Микробные сообщества могут продуцировать широкий спектр биологически активных веществ, которые далее используются другими организмами. Многие лекарственные препараты, используемые сегодня, первоначально были обнаружены у микроорганизмов. Недавний успех в получении разнообразного генетического материала из некультивируемых микроорганизмов привёл к открытию новых генов, ферментов и других активных соединений. Применение метагеномики позволило развить новые отрасли химической и фармацевтической промышленностей.

### Сельское хозяйство
В одном грамме почвы, используемой для выращивания растений, содержится от 109—1010 микробных клеток. Состав микробных сообществ, обитающих в почве, давно привлекал внимание учёных, однако до сих пор остаётся плохо изученным, несмотря на их экономическое значение. Микробные сообщества выполняют широкий спектр экосистемных функций, необходимых для роста растений (например, фиксация азота), защиты растений от болезней, участие в круговороте железа и других металлов. Метагеномика помогает изучать взаимодействия микробов в этом сообществе, а также взаимодействие между растениями и микробами. На основе данных, полученных с помощью метагеномного анализа, можно выявить свойства микроорганизмов, относящихся к некультивируемым таксонам, понять их роль в круговороте веществ, а также их взаимоотношения с растениями. Всё это необходимо для улучшения здоровья сельскохозяйственных культур.

### Экология
Метагеномика может дать ценную информацию о функциональной экологии сообществ окружающей среды. Например, метагеномный анализ бактериальных сообществ, обнаруженных в дефекациях австралийских морских львов, показывает, что фекалии морских львов богаты питательными веществами и могут быть важным источником питания для прибрежных экосистем. Это происходит потому, что бактерии, которые выбрасываются одновременно с фекалиями, могут превращать трудноусваиваемые соединения в биологически доступные формы, которые далее могут быть вовлечены в пищевую цепь.
Секвенирование ДНК также может быть использовано для идентификации видов, присутствующих в толще воды. Это может помочь установить диапазон инвазионных видов и исчезающих видов, а также отслеживать сезонные популяции.